# خانه حاج ابوطالب
خانه حاج ابوطالب مربوط به دوره صفوی است و در یزد، بلوار آیت ا خامنه‌ای، کوچه کردیها واقع شده و این اثر در تاریخ ۱۶ دی ۱۳۸۷ با شمارهٔ ثبت ۲۴۴۱۶ به‌عنوان یکی از آثار ملی ایران به ثبت رسیده است.